# Passerelle des Grands Malades
Ne doit pas être confondu avec Pont des Grands Malades.
La passerelle des Grands Malades est un pont privé enjambant la Meuse à Namur, pour le service de l'Île des Grands Malades et la centrale hydro-électrique.